# Erich Vranes
Erich Vranes (* 1970) ist ein österreichischer Rechtswissenschaftler.

## Leben
Von 1989 bis 1995 studierte er Rechtswissenschaften an der Universität Graz (Auslandsstudien und -kurse unter anderem an der Universität Harvard und an der London School of Economics). Nach der Promotion 1998 zum Dr. iur. und der Habilitation 2007 (Völkerrecht, Europarecht, Internationales Wirtschaftsrecht) ist er seit 2012 Universitätsprofessor für Europarecht, Öffentliches Recht, Völkerrecht und Internationales Wirtschaftsrecht an der Wirtschaftsuniversität Wien.
Seine Forschungsschwerpunkte sind Europarecht, insbesondere europäisches Wirtschaftsrecht, EU-Außenbeziehungen, Systemfragen des europäischen Grundrechtsschutzes, internationales Recht, insbesondere Grundfragen des Völkerrechts, Fragmentierung des Völkerrechts, Wirtschaftsvölkerrecht und WTO-Recht und Rechtstheorie und Methodenlehre.

## Schriften (Auswahl)
- Buchpreisbindung und Rule of reason. Zur Frage der Vereinbarkeit des deutsch/österreichischen Buchpreisbindungssystems mit dem EG-Kartellrecht. Wien 1999, ISBN 3-924151-09-1.
- mit Fritz Breuss und Stefan Griller (Hg.): The banana dispute. An economic and legal analysis. Wien 2003, ISBN 3-211-83727-2.
- Trade and the environment. Fundamental issues in international law, WTO law, and legal theory. Oxford 2009, ISBN 978-0-19-956278-7.
- mit Christoph Grabenwarter und Martin Winner: Governance and legal environment. Wien 2018, ISBN 978-3-7089-1837-2.